# Arcturus (groupe)
Pour les articles homonymes, voir Arcturus (homonymie).

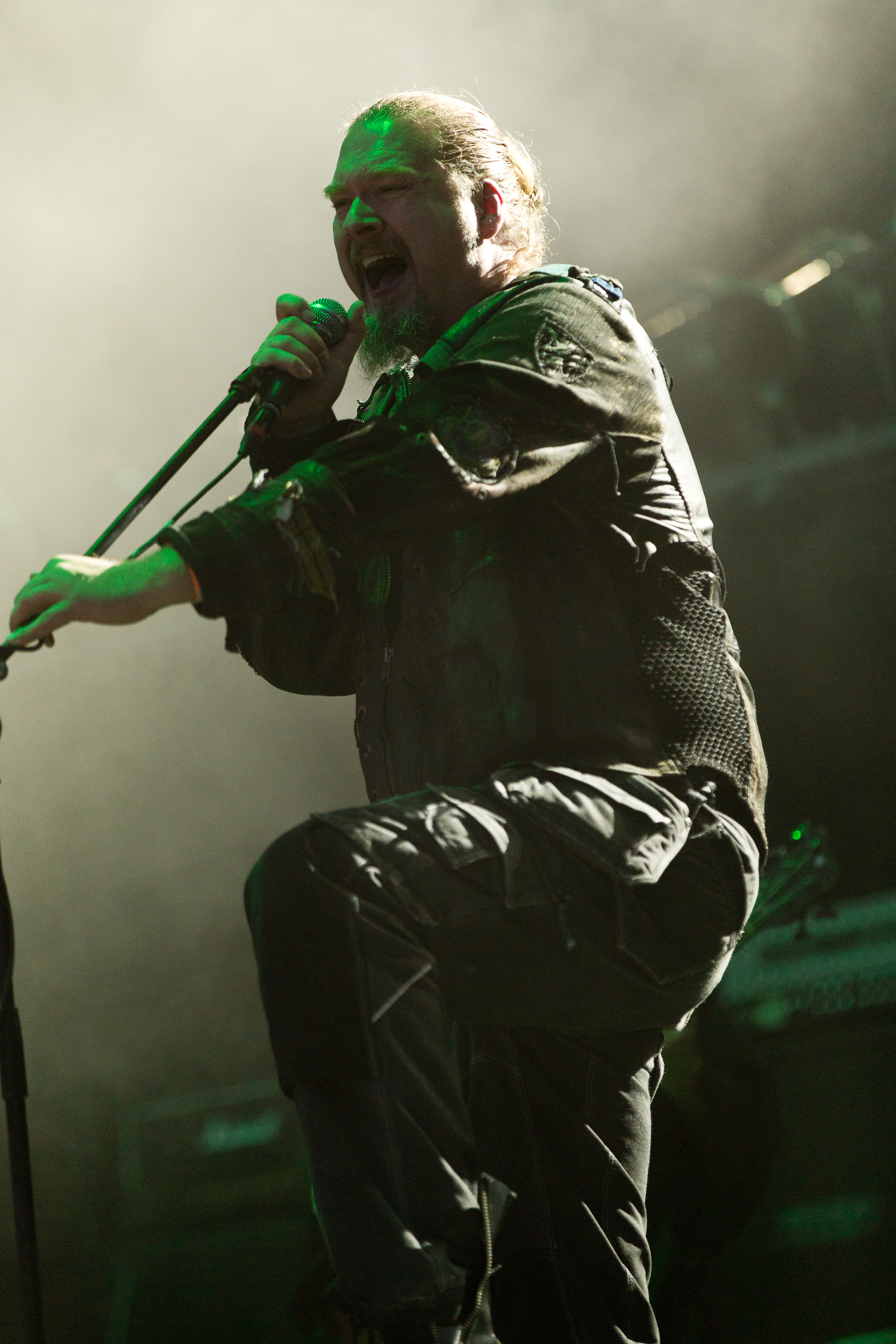
Simen „ICS Vortex“ Hestnæs, Party.San 2016

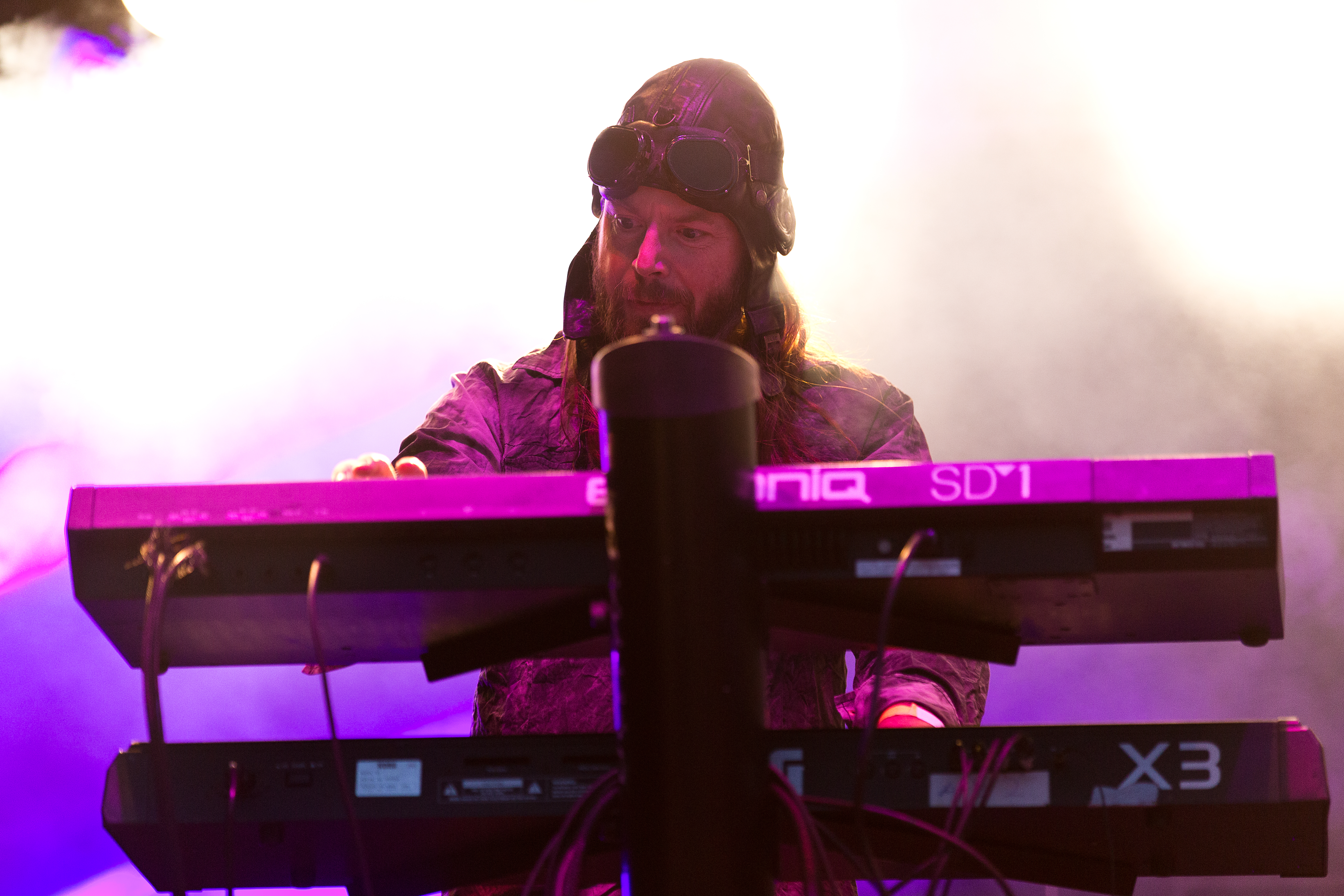
Steinar „Sverd“ Johnsen 2016

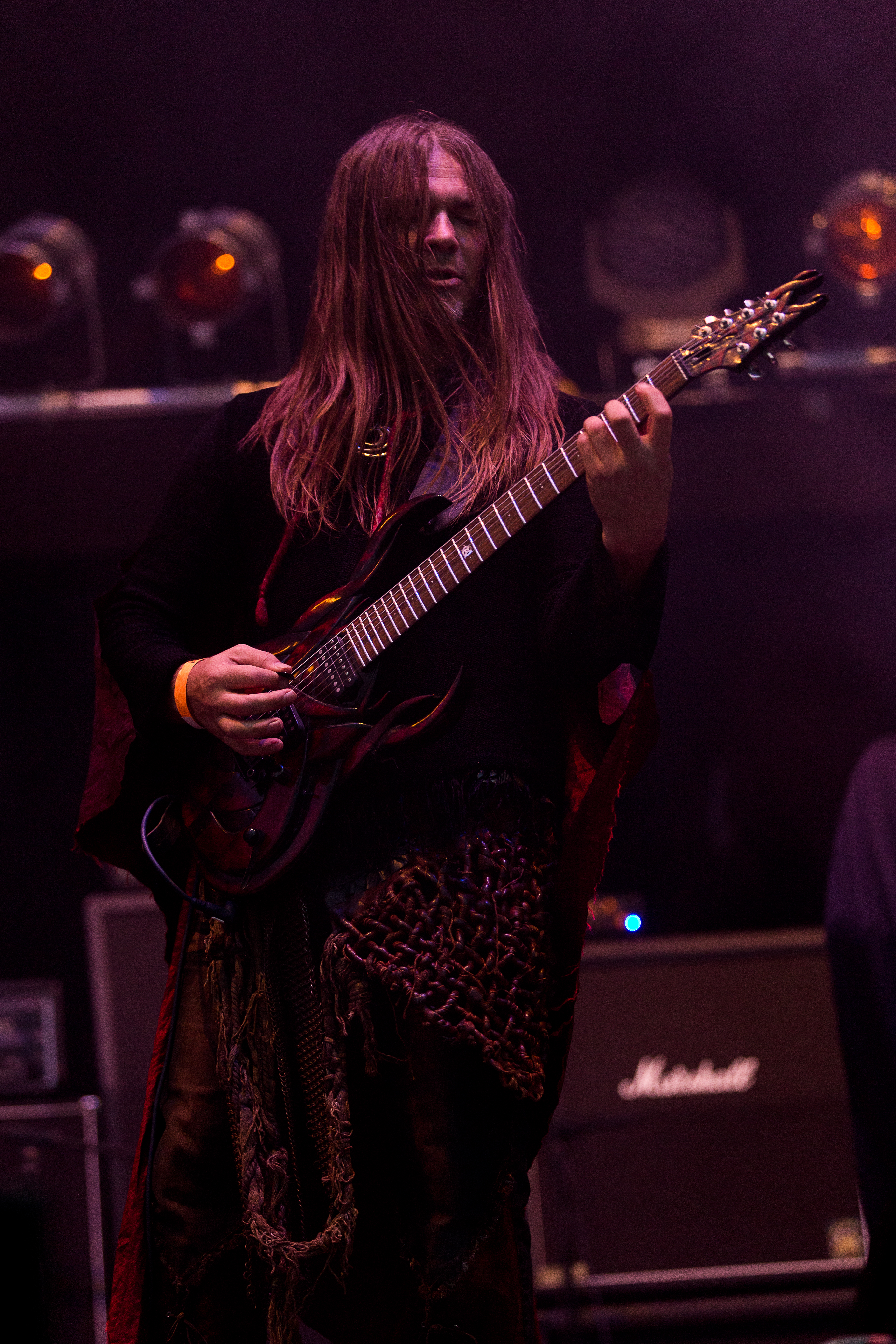
Knut Magne Valle 2016

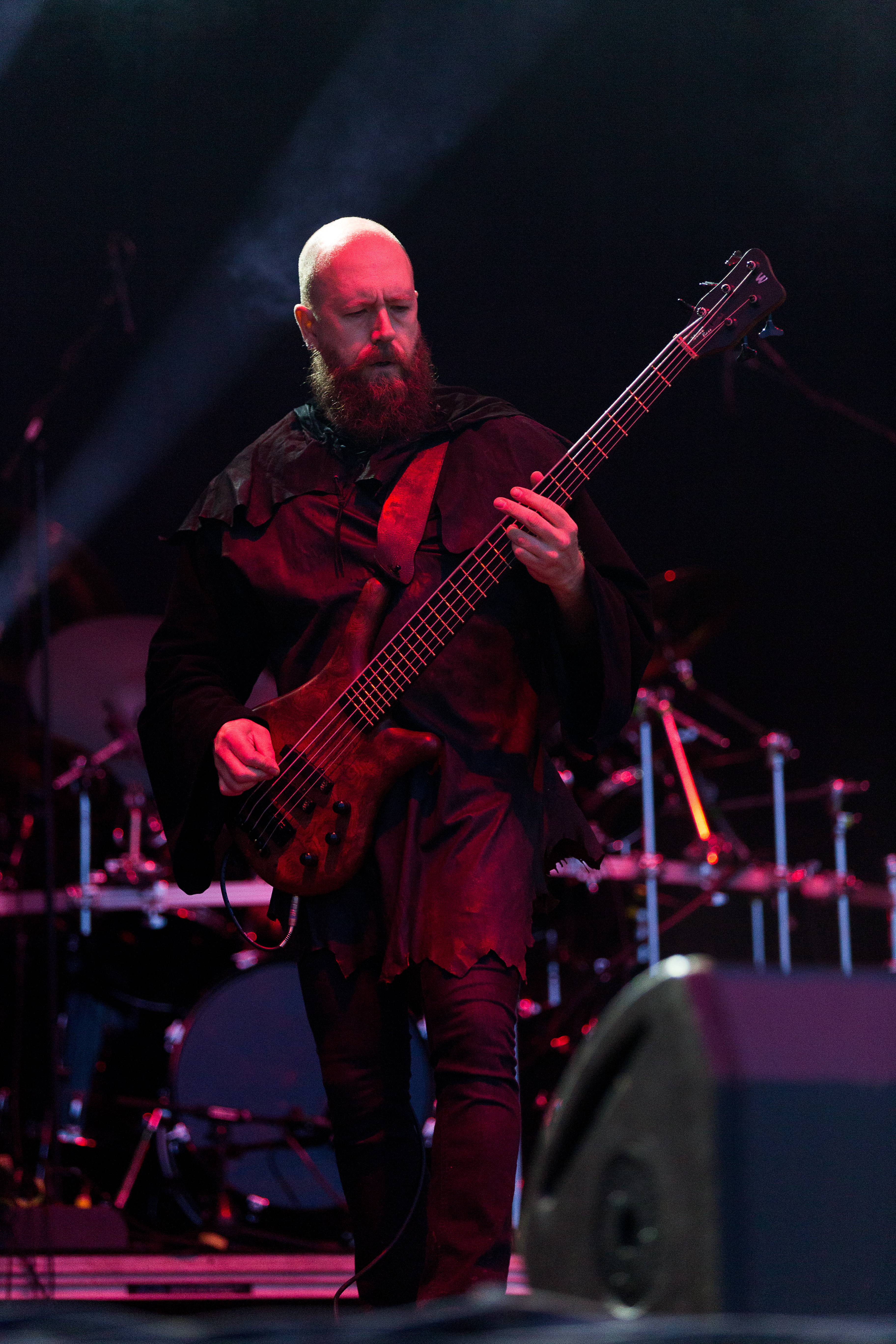
Hugh Mingay 2016

Arcturus est un groupe de metal norvégien. Le groupe est initialement orienté metal symphonique empreint de touches black metal, avant d'évoluer vers un style de metal avant-gardiste construit autour du clavier du compositeur Steinar Sverd Johnsen.
Les thèmes des paroles sont avant tout le cosmos et le surnaturel. Les membres du groupe se sont séparés en avril 2007. Le groupe annonce cependant sa reformation pour le début de l'année 2011 dans le but de participer au festival américain ProgPower.

## Biographie

### Débuts et popularisation (1987–2001)
Le groupe se forme en 1987 par Sverd, Hellhammer et Marius sous le nom de Mortem qui sera changé en 1990 en raison du changement d'orientation du groupe, désirant pratiquer un style totalement différent. Arcturus était né. Une première démo sans label intitulée My Angel voit le jour et sera suivie l'année d'après par l'EP My Angel, distribué par Puetrefaction Records.
Arcturus est bientôt rejoint par Garm au chant et Samoth à la guitare alors que Marius quitte le groupe. Cette formation enregistre Constellation, un mini-album sans basse. Samoth ayant écopé de deux ans de prison, Arcturus doit recruter deux nouveaux membres : ce seront Skoll (basse) et Carl August Tidemann (guitare). Ensemble ils enregistrent en 1995 le premier album du groupe, Aspera Hiems Symfonia. Arcturus était alors en contrat avec le label discographique norvégien Ancient Lore, tandis que Century Media distribuait l'album aux États-Unis l'année suivante. Un concert est joué à l'occasion de la sortie de l'album, fait rarissime pour le groupe pendant longtemps. Le guitariste Carl quitte le groupe peu après, et est remplacé par Knut Magne Valle avec un style très psychédélique.
Le groupe se met à travailler d'arrache-pied sur le prochain album qui devait s'appeler initialement The Satanist. Simen Hestnæs fut invité à effectuer la ligne principale de chant sur un titre et à seconder Garm sur deux autres tandis qu'un quatuor à cordes accompagnait le groupe, de même qu'un flûtiste, un cornettiste et Carl August Tidemann, de retour pour deux solos additionnels. L'album, publié par Misanthropy et Music for Nations, est finalement appelé La Masquerade Infernale. Toutes les critiques s'inclinèrent devant ce metal avant-gardiste, et Arcturus gagne en réputation. L'album suivant n'en était pas vraiment un : il consistait de six remixes de morceaux tirés de La Masquerade Infernale, d'un nouveau morceau et d'un ré-enregistrement de Du nordavind, apparu sur le premier album. Plusieurs artistes norvégiens collaborèrent à cet effort.

### Séparation (2002–2007)
De nombreux mois passent et des rumeurs sur la fin du groupe courent, mais en 2002 Arcturus sort un nouvel album avant-gardiste très dynamique intitulé The Sham Mirrors, et produit par leur propre label, Ad Astra Enterprises. Une nouvelle fois, l'album reçoit l'approbation de toutes les critiques,. Ce serait néanmoins le dernier album avec Garm au chant ; il est d'abord remplacé par Øyvind Hægeland, du groupe Spiral Architect, mais, à cause de problèmes de distance, c'est finalement Simen Hestnæs qui rejoint les rangs d'Arcturus. C'est ainsi qu'en 2005, le groupe revient avec un nouvel album, Sideshow Symphonies : dont les touches progressives divisent les fans mais sont globalement appréciées. Séparé de Garm qui refusait de jouer en live, le groupe entreprend un tour européen et réalise un DVD lors du Solstice Sonic Festival, nommé Shipwrecked in Oslo. Un autre album[Lequel ?] était attendu pour la fin 2006, mais il ne sortira pas[réf. nécessaire]. La même année, le bassiste du groupe, Hugh James Mingay, est victime d'un accident dans lequel il se serait brisé une vertèbre, l'empêchant de jouer pendant plusieurs semaines.
Simen annonce lors du concert à Melbourne, en Australie, le 31 mars 2007, qu'il s'agit de la dernière apparition scénique d'Arcturus. Le 17 avril 2007, le groupe annonce sa séparation sur son site officiel, les membres manquant de temps pour continuer à travailler dessus.

### Retour (depuis 2011)
Au début de l'année 2011, après de nombreuses rumeurs ayant couru durant toute l'année 2010, ICS Vortex annonce la reformation du groupe dans le but de participer au festival américain ProgPower 2011. ICS Vortex confirme une réunion d'Arcturus  au festival ProgPower USA. Vortex annonce en ces termes également : « Chers dinguos ! ProgPower USA 2011 organisera un concert d'Arcturus en 5 ans. C'est la première fois que nous jouons aux États-Unis, et, sûrement parce nous sommes des tarés, ça sera aussi la dernière fois ». Le concert est par la suite annulé. Arcturus devait faire sa première apparition à l'Avant-Garde Night vol. 2 en Pologne, mais leur programmation est annulée et reportée en janvier l'année suivante. Ils font finalement une apparition au Inferno Metal Festival[réf. nécessaire], au Hellfest Summer Open Air en 2012, et à l'O2 Academy, de Londres en décembre 2013.
Lors d'une entrevue effectuée avec le webzine Lords of Metal, ICS Vortex annonce la sortie d'un nouvel album d'Arcturus.

### Influences
Le compositeur Sverd avoue s'inspirer des structures de la musique classique pour élaborer la musique d'Arcturus, notamment de Bach. Les claviers ont une place majeure dans le processus de composition. En live, les musiciens sont apparus déguisés en pirates de l'espace et accompagnés de deux danseuses, une mise en scène originale n'ayant pas manqué de distinguer ce groupe encore un peu plus.

## Membres

### Membres actuels
- Steinar Sverd Johnsen - clavier (1987–2007, depuis 2011)
- Jan Axel « Hellhammer » Blomberg - batterie (1987–2007, depuis 2011)
- Knut Magne Valle - guitare (1996–2007, depuis 2011)
- Hugh « Skoll » Mingay - basse (1995–2000,  2002–2007, depuis 2011)
- ICS Vortex - chant (2005–2007, depuis 2011)

### Anciens membres
- Kristoffer Rygg - chant
- Carl August Tidemann - guitare
- Samoth - guitare
- Marius Vold - basse, chant
- Dag F. Gravem - basse
- Øyvind Hægeland - chant
- Tore Moren -  guitare (2003–2007)

## Discographie

### Albums studio
- 1996 : Aspera Hiems Symfonia
- 1997 : La Masquerade Infernale
- 2002 : The Sham Mirrors
- 2005 : Sideshow Symphonies
- 2015 : Arcturian

### Démos et EP
- 1990 et 1991: My Angel
- 1994 : Constellation

### Compilations
- 1999 : Disguised Masters
- 2002 : Aspera Hiems Symfonia/Constellation/My Angel

## Vidéographie
- Shipwrecked in Oslo, DVD (2006)